# Astjag
Astjag (iz grškega po Herodotu Ἀστυάγης, Astyages, po Kteziju Astyigas, po Diodorju Aspadas, novoperzijsko  ارشتیویگَ, *Aršti-vaiga, akadsko Ištumegu) je bil zadnji kralj Medijskega cesarstva, ki je vladal od leta 585 do 550 pr. n. št., * ni znano, † ni znano.
Bil je sin kralja Kjaksarja. Leta 550 pr. n. št. ga je strmoglavil perzijski kralj Kir II. Veliki. Njegovo ime izhaja iz staroiranskega izraza rišti vaiga, ki pomeni  »(tisti, ki) suče ali meče kopje«, se pravi kopjanik.
Astjag je svojega očeta nasledil leta 585 pr. n. št. po bitki pri Halisu, s katero se je končala petletna vojna med Lidijci in Medijci.  Nasledil je velik imperij in vladal skupaj s svakoma Krezom Lidijskim in Nebukadnezarjem Babilonskim. Nebukadnezar naj bi svoji ženi in Astjagovi sestri Amitis zgradil Babilonske viseče vrtove. Nedavno zbrani podatki kažejo, da jih verjetno ni zgradil on ampak asirski kralj Senaherib. 
Antični viri o Astjagovi vladavini ne poročajo skoraj nič, zato je ni mogoče presojati. Ker je Astjag v Herodotovih spisih prikazan v zelo negativni luči kot krut in despotski vladar, v Ktezijevih pa v zelo pozitivni luči, objektivna presoja tudi na tej osnovi ni mogoča. Po pisanju v Ksenofontovi Kiropediji je Astjag po skoraj 32 letih relativne stabilnosti v vojni s Kirom II. izgubil podporo svojega plemstva, kar Ksenofont razume kot da je bil Kir Astjagov vnuk. Po Astjagovi odstavitvi je Kir ustanovil Perzijsko cesarstvo.